# Borys Kojyn
Borys Borysovytch Kojyn (ukrainien : Борис Борисович Кожин, né le 25 septembre 1944 à Pskov) est un militaire et homme politique ukrainien. Il occupait le poste de commandant de la marine ukrainienne entre 1992 et 1993.

## Biographie
Il fut élu député aux IIe et IIIe Rada ukrainiennes, 1994 à 2002.